# Хусамеддин Чобан-бей
Хусамеддин Чобан-бей (тур. Hüsamettin Çoban; ум. XIII век) — основатель бейлика Чобаногуллары на севере Анатолии со столицей в Кастамону. Чобан известен походом в Крым в 1220-х годах. По словам Ибн Биби половцы и русский князь заплатил Чобану дань.

## Биография
Первые данные о Чобане относятся к 1211/12 году, когда Чобан как бей Кастамону засвидетельствовал верность Кейкавусу (1211—1220). В период правления Кейкавуса Чобан совершал успешные набеги на византийские территории и принимал участие в кампании Кейкавуса против его брата Алаэддина Кейкубада. При этом Чобан ходатайствовал за Алаэддина, когда Кейкавус окружил брата в Анкаре. Весной 1214 года Алаэддин сдался и в том же году Кейкавус захватил Синоп у Алексея Комнина. В 1219/20 году Алаэддин Кейкубад стал султаном и прошёл джюлюс в Кайсери. Прибыв в Конью, он вызвал к себе уджбеев. Самые могущественные из них, Хусамеддин Чобан и Сейфеддин Кызыл, подчинились приказу и привезли дары: золото, серебро и рабов. Султан быстро оценил храбрость и ум Чобана.

### Поход в Судак
В это время в Крыму возник конфликт между греками Судака и сельджуками. По словам Ибн Биби греки на таможенных заставах начали грабить торговые корабли:
к суду явился некий купец. Прослышал он как-то о хороших условиях торговли в странах кипчаков (половцев) и русских и решил отправиться туда с товарами. Когда он достиг переправы Хазарской, на него напали и все товары отняли.
Для защиты торговцев Алаэддин решил организовать в Крым экспедицию. Командующим морским походом на Судак султан назначил Чобана, «который был главным амиром и полководцем государства». Чобан отплыл из Синопа в Крым. Место высадки войска Чобана в источниках не уточняется. Заметив приближение судов, жители отправили к Чобану посланника, заверяя в добрых намерениях и просьбой решить дело миром, предлагая уплатить 50 000 динаров. Одновременно они послали гонца к половецкому хану с просьбой о помощи, а хан уже вызвал на подмогу русского князя. Объединённое русско-половецкое войско из 10 000 человек ждало ответа Чобана на просьбу жителей. Но Чобан прогнал посланника. Сражение началось утром, когда половецкое войско подошло к лагерю Чобана. В первый день никто не имел перевеса, битва прервалась с наступлением темноты. На следующий день битва возобновилась, сельджукское войско обратило противников в бегство. Узнав о поражении и бегстве половцев, русский князь не рискнул воевать в одиночестве и послал к Чобану посла с грамотой, в которой выражал покорность султану. Кроме того посол привез Чобану лошадей, льна и 20 000 динаров. Посла ждал торжественный прием и ответные дары.
Жители Судака услышали о разгроме половцев и уходе русских и стали готовиться к обороне. Через неделю Чобан прибыл к Судаку. На следующий день началось сражение, длившееся два дня. Чобан применил излюбленный приём кочевников — имитировал отступление и завлёк преследователей в ловушку, после чего уничтожил. Потеряв большинство молодых мужчин, жители решили сдаться. Они отправили к Чобану старейшин, предлагая уплату дани, компенсацию купцам потерь имущества и покорность. Согласившись заключить мир, Чобан взял богатую добычу и отправил султану посланников с данью и с сообщением о победе над половцами, мире с русскими и захвате Судака. Он построил в Судаке мечеть, назначил кади, имамов и муэдзинов и вернулся в Анатолию, оставив в городе гарнизон. Сыновья наиболее именитых граждан были взяты в заложники.
Единственным источником сведений о походе является Ибн Биби, но он не датирует его. В датировке похода существуют два направления, опирающихся на слова Ибн Биби, что после похода «неверные были спокойны до татарской смуты». Известны два набега монголов на Крым — в 1223 и 1238 годах. Часть исследователей придерживаются датировки до первого набега монголов в Крым 1223 года, вторая часть относит поход ко времени между двумя набегами. Д. Коробейников не указывает конкретного года: «в 1221, 1222, 1225 или 1227 годах». Р. Шукуров так же не указывает конкретных дат, лишь уточняет, что поход был не позднее 1228 года.
После Судакского похода сведений об эмире Чобане нет. Дата его смерти и место захоронения неизвестны. О. Туран писал, что Чобан прославился своим умом, героизмом, щедростью.